# Aleksiej Lwow
Aleksiej Fiodorowicz Lwow, ros. Алексей Фёдорович Львов (ur. 25 maja?/5 czerwca 1798 w Rewlu, zm. 16 grudnia?/28 grudnia 1870 w Romaniu w guberni kowieńskiej) – rosyjski kompozytor, skrzypek i dyrygent.

## Życiorys
Był synem Fiodora Piotrowicza Lwowa (1766–1836), dyrektora nadwornej kapeli śpiewaczej w Petersburgu. Podstawy edukacji muzycznej otrzymał w domu, od dzieciństwa grał na skrzypcach. W 1818 roku ukończył studia w Instytucie Inżynierów Komunikacji w Petersburgu i wstąpił do armii. W 1826 roku został mianowany adiutantem cara Mikołaja I i jako taki otrzymał zakaz występów publicznych, grając jedynie na salonach i podczas wizyt zagranicznych. Po śmierci ojca objął w 1837 roku stanowisko dyrektora nadwornej kapeli śpiewaczej, które piastował do 1861 roku. W 1840 roku odbył tournée koncertowe po Europie, w Lipsku jego grę podziwiał Robert Schumann oraz Felix Mendelssohn-Bartholdy. W 1840 roku założył towarzystwo symfoniczne, a w 1850 roku towarzystwo koncertowe. W 1867 roku ze względu na postępującą głuchotę zaprzestał działalności muzycznej.
Skomponował muzykę do hymnu Boże, Caria chrani!, po raz pierwszy wykonanego w dniu imienin cara Mikołaja I 18 grudnia 1833 roku. Dokonał czterogłosowej harmonizacji rocznego cyklu nabożeństw cerkiewnych. Komponował ponadto koncerty skrzypcowe i opery. Opublikował prace O swobodnym i niesimmietricznom ritmie (Petersburg 1858) i Sowiety nauczynajuszczemu igrat´ na skripkie (Petersburg 1859).

## Odznaczenia
Rosyjskie
- Order Świętego Włodzimierza IV klasy (1821)
- Order Świętego Włodzimierza IV klasy z kokardą (1828)
- Order Świętego Włodzimierza III klasy (1837)
- Order Świętego Jerzego IV klasy (za 25 lat, 1842)
- Order Świętego Stanisława I klasy (1847)
- Order Świętej Anny I klasy z koroną (1852)
- Order Świętego Włodzimierza II klasy z mieczami (1859)

Zagraniczne
- Order Leopolda II klasy (Austria, 1835)
- Order Miecza III klasy (Szwecja, 1838)
- Order Korony Wirtemberskiej III klasy (1838)
- Order Świętego Michała III klasy (Bawaria, 1838)
- Order Lwa i Słońca II klasy z brylantami (Persja, 1838)
- Order Sokoła Białego II klasy (Anhalt, 1838)
- Order Orła Czerwonego III klasy (Prusy, 1838)

## Ważniejsze kompozycje
(na podstawie materiałów źródłowych)

### Utwory orkiestrowe
- Koncert skrzypcowy (1840)
- Divertimento na skrzypce, wiolonczelę i orkiestrę (ok. 1841)
- Uwertura (ok. 1850)

### Utwory kameralne
- Le duel na skrzypce i wiolonczelę (ok. 1840)
- Divertimento na skrzypce, wiolonczelę i fortepian lub organy (ok. 1840)
- 24 Kaprysy na skrzypce (ok. 1850)

### Utwory wokalno-instrumentalne
- Stabat Mater na solistów i orkiestrę (1851)

### Opery
- Bianca und Gualtiero (wyst. Drezno 1844)
- Undina (wyst. Petersburg 1847)
- Starosta Boris, ili Russkij mużyczok i francuzskije marodiory (wyst. Petersburg 1854)